# Union des Arabischen Maghreb
Die Union des Arabischen Maghreb (UAM, französisch Union du Maghreb arabe; arabisch اتحاد المغرب العربي Ittihād al-Maghrib al-ʿarabī, DMG Ittiḥād al-Maġrib al-ʿarabī ‚Union des arabischen Maghrebs‘) ist ein interarabisches Abkommen mit dem Ziel einer wirtschaftlichen Union und einer koordinierten Politik in Nordafrika.

## Ziele
Ziele der Union sind wirtschaftliche Kooperation sowie außen-, innen- und kulturpolitische Zusammenarbeit. Zahlreiche regionale Vorhaben, die teilweise schon lange geplant waren, wie der Ausbau transmaghrebinischer Bahn-, Straßen- und Pipelineverbindungen, konnten vorangetrieben werden. Weitere Aktivitäten betrafen die Erhaltung der geistigen und moralischen Werte des Islam sowie die Sicherung der arabischen Identität, unter anderem durch Professoren- und Studentenaustauschprogramme sowie gemeinsame Universitäts- und Kulturinstitute.

## Geschichte

### Idee und Gründung
Die Idee für eine Wirtschaftsgemeinschaft des Maghrebs begann mit der Unabhängigkeit Tunesiens und Marokkos 1956. Seit 1964 wurden Verhandlungen über eine wirtschaftliche Integration auch mit Algerien und Libyen geführt. Am 9. März 1966 einigten sich Algerien, Libyen, Marokko und Tunesien auf die Bildung eines ständigen Sekretariats mit Sitz in Tunis, eines Konsultativausschusses für Wirtschaftsfragen sowie einen gemeinsamen Ausschuss für das Post- und Fernmeldewesen. Nach der Revolution in Libyen (1969) nahmen die Konflikte zwischen den einzelnen Mitgliedstaaten zunächst zu, Libyen schied 1970 zunächst aus dem gemeinsamen Markt aus.
So dauerte es noch zwanzig weitere Jahre, bis die fünf Staaten Algerien, Libyen, Mauretanien, Marokko und Tunesien sich zu einem ersten Maghreb-Gipfel trafen. Ein Jahr später, am 17. Februar 1989, wurde das Abkommen in Marrakesch formell von den Mitgliedsstaaten unterzeichnet. Der Vorsitz der Union rotiert jährlich zwischen den einzelnen Staaten.

### Fahrplan zur wirtschaftlichen Integration
1991 wurde ein Fahrplan zur wirtschaftlichen Integration der Region, der bis zu einer Wirtschaftsunion führen sollte, von allen Mitgliedsstaaten angenommen. Die Wiederbelebung der Maghrebunion droht daran zu scheitern, dass eine dauerhafte Normalisierung des marokkanisch-algerischen Verhältnisses weiter auf sich warten lässt, das wegen des Westsaharakonfliktes noch stark angespannt ist.
Einer Union der Maghreb-Staaten kommt aufgrund der im Sommer 2005 erneut ins öffentliche Bewusstsein getretenen Flüchtlingsströme aus den südlich gelegenen afrikanischen Staaten aus Sicht der Europäischen Union und aufgeklärter Kreise im Maghreb selbst aktuelle Bedeutung zu. Es besteht insbesondere in Marokko die Hoffnung, dass die 1995 in Barcelona durchgeführte Konferenz der EU-Staaten und zahlreicher Mittelmeerländer in ihrer Fortsetzung vom 27. bis 29. November 2005 neue Impulse für die Entstehung einer Freihandelszone der südlichen und östlichen Mittelmeeranrainer gibt. 
Der Handelsaustausch zwischen den einzelnen Maghrebstaaten blieb gering: Algerien betreibt lediglich 1,5 Prozent seines Außenhandels mit der UAM, aber über 60 Prozent mit der EU. Tunesien als das am stärksten auf den Maghreb orientierte Land auch nur sechs Prozent (75 Prozent mit der EU) (Daten von 2000).

### Probleme
Probleme der UAM bei der Umsetzung sind die unterschiedlichen Gesetzgebungen der Mitgliedsstaaten, die schwerfällige Bürokratie, der geringe Warenaustausch untereinander (nur drei Prozent der Gesamtexporte) und fehlende Finanzmittel. Eine Zollunion konnte bis heute nicht eingerichtet werden.
Zudem blockieren langanhaltende Streitigkeiten zwischen Marokko und Algerien die Treffen seit Anfang der 1990er Jahre wegen der ungelösten Westsahara-Frage trotz verschiedener Versuche, das Treffen neu zu lancieren. Ein Treffen Mitte 2005 scheiterte an der Weigerung Marokkos teilzunehmen. Algerien hatte sich davor offen für die Unterstützung der Unabhängigkeit Westsaharas ausgesprochen.

## Mitgliedstaaten
- Algerien (1989)
- Libyen (1989)
- Mauretanien (1989)
- Marokko (1989)
- Tunesien (1989)

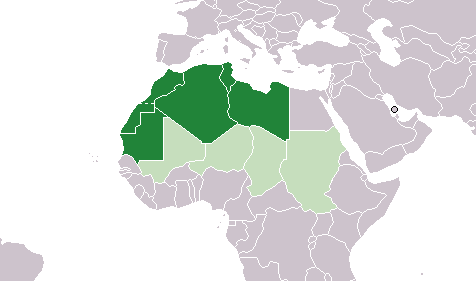
Mögliche Ausdehnung der Union

Alle teilnehmenden Länder sind auch Mitglieder der Arabischen Liga und der Afrikanischen Union.
Im Mai 1989 lud Libyens Revolutionsführer Gaddafi die Sahel-Staaten Sudan, Tschad, Mali und Niger ein, der Union beizutreten.